# Synagoga Marcusa Raphaela we Wrocławiu
Synagoga Marcusa Raphaela we Wrocławiu – nieistniejąca prywatna synagoga, która znajdowała się we Wrocławiu, przy ulicy Ruskiej 18.
Synagoga została założona w 1856 roku, z inicjatywy i funduszy Marcusa Raphaela. W 1878 roku została zlikwidowana.